# NGC 5487
NGC 5487 ist eine 14,0 mag helle balkenspiralförmige Radiogalaxie vom Hubble-Typ SBbc im Sternbild Bärenhüter. Sie ist schätzungsweise 326 Millionen Lichtjahre von der Milchstraße entfernt und hat einen Durchmesser von etwa 90.000 Lj.
Im selben Himmelsareal befinden sich die Galaxien NGC 5469, NGC 5482, NGC 5511.
Das Objekt wurde am 22. März 1868 von George Searle entdeckt.